# Архангељск
Архангељск или Архангелск (рус. Архангельск) град је у Русији и административно средиште Архангељске области. Налази се на реци Северној Двини, близу њеног ушћа у Бело море на далеком северу европског дела Русије. Архангељск је био главна лука средњовековне Русије. Град се налази на крају 1.133 km дуге железничке пруге која иде преко Јарославља и Вологде. Према попису становништва из 2010. у граду је живело 348.716 становника.

## Историја
Место где се данас налази Архангелск је Викинзима било познато као Бјармаланд. У 12. веку, Новгорођани су основали манастир аранђела Михаила на ушћу Северне Двине.
Године 1478. подручје је прешло под власт Московске кнежевине заједно са остатком Новгородске републике. Главно трговинско средиште у то време је било село Холмогорји, који се налазио нешто узводно.
Иван Грозни је 1555. дао повластице енглеским трговцима који су основали Друштво трговачких пустолова и који су почели слати бродове сезонски у естуарско ушће Северне Двине. Холандски трговци су исто почели да се појављују са својим бродовима у Белом мору. Године 1584. Иван Грозни је наредио оснивање насеља Нови Холмогорји
(који ће касније бити преименован према оближњем манастиру посвећеног аранђелу).
У доба кад је Балтичко море било под надзором Шведске, Архангелск је био једина веза Московске кнежевине са морем, уз велику сметњу што је та лука зими била окована ледом. Домаће становништво, звано „поморји“, били су први људи који су истраживали трговачке руте према северном Сибиру, све до прекоуралског града Мангазеје и даље.
Петар Велики је 1683, кад је напунио тек десет година, наредио изградњу државног бродоградилишта у Архангелску. Годину касније, бродови Свјатоје Пророчество (Свето Пророчанство) и Апостол Павел (Апостол Павле), те јахта Свјатој Пјотр (Свети Петар) су једрили Белим морем. Упркос тим успесима, цар Петар Велики је схватио да ће Архангелск увек бити ограничен петомесечним ледом, па је након успешног похода против Шведске у балтичком подручју, основао град Петроград 1704.
Архангелск је почео заостајати у 18. веку, пошто је балтичка трговина бивала све важнија. Привреда му је живнула крајем 19. века, када је железничка пруга према Москви довршена и дрвни трупци постали главна извозна роба.
За време Првог и Другог светског рата, Архангелск је био главна лука преко које је стизала савезничка помоћ.
Архангелск се опирао бољшевичкој власти 1918—1920. године, и био је јако упориште белих, подупртих војном интервенцијом снага Антанте. Тада је у оквиру савезника у Архангелску било и око 4.000 српских војника који су потпомогли руску Белу гарду.
У задње време, Архангелск је скренуо пажњу на себе када се догодила Архангелска експлозија 2004.

## Географија

### Клима
| Клима Архангељска           | Клима Архангељска | Клима Архангељска | Клима Архангељска | Клима Архангељска | Клима Архангељска | Клима Архангељска | Клима Архангељска | Клима Архангељска | Клима Архангељска | Клима Архангељска | Клима Архангељска | Клима Архангељска | Клима Архангељска |
| Показатељ \ Месец           | .Јан.             | .Феб.             | .Мар.             | .Апр.             | .Мај.             | .Јун.             | .Јул.             | .Авг.             | .Сеп.             | .Окт.             | .Нов.             | .Дец.             | .Год.             |
| --------------------------- | ----------------- | ----------------- | ----------------- | ----------------- | ----------------- | ----------------- | ----------------- | ----------------- | ----------------- | ----------------- | ----------------- | ----------------- | ----------------- |
| Апсолутни максимум, °C (°F) | 5,0 (41)          | 5,2 (41,4)        | 12,1 (53,8)       | 25,3 (77,5)       | 30,2 (86,4)       | 33,0 (91,4)       | 34,4 (93,9)       | 33,4 (92,1)       | 27,7 (81,9)       | 18,3 (64,9)       | 9,7 (49,5)        | 5,8 (42,4)        | 34,4 (93,9)       |
| Средњи максимум, °C (°F)    | −9,2 (15,4)       | −7,7 (18,1)       | −1,2 (29,8)       | 5,4 (41,7)        | 12,5 (54,5)       | 18,7 (65,7)       | 21,8 (71,2)       | 18,0 (64,4)       | 12,1 (53,8)       | 4,8 (40,6)        | −2,5 (27,5)       | −6,4 (20,5)       | 5,5 (41,9)        |
| Просек, °C (°F)             | −12,8 (9)         | −11,4 (11,5)      | −5,5 (22,1)       | 0,4 (32,7)        | 6,9 (44,4)        | 13,0 (55,4)       | 16,3 (61,3)       | 13,1 (55,6)       | 8,2 (46,8)        | 2,3 (36,1)        | −5,1 (22,8)       | −9,7 (14,5)       | 1,3 (34,3)        |
| Средњи минимум, °C (°F)     | −16,5 (2,3)       | −15,1 (4,8)       | −9,4 (15,1)       | −3,9 (25)         | 2,2 (36)          | 7,7 (45,9)        | 11,3 (52,3)       | 8,9 (48)          | 5,1 (41,2)        | 0,1 (32,2)        | −7,7 (18,1)       | −13,4 (7,9)       | −2,6 (27,3)       |
| Апсолутни минимум, °C (°F)  | −45,2 (−49,4)     | −41,2 (−42,2)     | −37,1 (−34,8)     | −27,3 (−17,1)     | −13,7 (7,3)       | −3,9 (25)         | −0,5 (31,1)       | −4,1 (24,6)       | −7,5 (18,5)       | −21,1 (−6)        | −36,5 (−33,7)     | −43,2 (−45,8)     | −45,2 (−49,4)     |
| Количина падавина, mm (in)  | 38 (15)           | 29 (11,4)         | 30 (11,8)         | 30 (11,8)         | 49 (19,3)         | 61 (24)           | 73 (28,7)         | 70 (27,6)         | 61 (24)           | 67 (26,4)         | 53 (20,9)         | 46 (18,1)         | 607 (239)         |
| Извор: Погода и климат      |                   |                   |                   |                   |                   |                   |                   |                   |                   |                   |                   |                   |                   |

## Становништво
Према прелиминарним подацима са пописа, у граду је 2010. живело 348.716 становника, 7.335 (2,06%) мање него 2002.
| 1939.   | 1959.   | 1970.   | 1979.   | 1989.   | 2002.   | 2010.   |
| ------- | ------- | ------- | ------- | ------- | ------- | ------- |
| 251.000 | 256.309 | 342.590 | 385.028 | 415.921 | 356.051 | 348.783 |

## Знаменитости
Михаил Ломоносов је пореклом из приморског села недалеко од Холмогорја. Њему у част, подигнут је споменик 1829. године, по нацртима Ивана Мартоса.
Споменик Петру Великом је подигнут 1914. године, према нацртима које је направио Михаил Антоколски 1872. године.
У Архангелску се налазе поморска школа, техничко свеучилиште и регионални музеј.

## Привреда
Архангелск је остао важна морска лука, с тим да је данас отворена целу годину, због веће ефикасности ледоломаца. Архангелск је важно средиште производње дрвних трупаца и рибарства.
Архангелск - један од главних научних и индустријских средишта Северозападне Русије - административни је центар области, богате природним ресурсима: развијени су шумарство, рибарство, постоје депозити дијаманата, нафте, боксита. Овде су концентрисани предузећа за прераду дрвета, рибарство, микробиолошка индустрија, инжињеринг, бродоградилишта.
У граду има 7.700 регистрованих предузећа, од којих су 2.200 велика и средња. Водећа улога у индустрији припада шумској индустрији. Предузећа дрвне индустрије производе преко 40% укупне количине произведених производа у граду. Дрво, папир, картон, као и риба и даље су основа трговине Архангелска са другим регионима Русије и западних земаља.
Главни снабдевач топлотном и електричном енергијом - Архангельская ТЭЦ (Архангелска термоелектрана).

## Занимљивости
Филм о Џејмсу Бонду, Златно око започиње на брани код хемијског погона близу Архангелска. Ове се локације појављују и у видео-игри изведеној према том филму.
У књизи британског писца Роберта Хариса, Архангелск је средиште завере за повратак бољшевизма у Русију преко Стаљиновог сина, који је био одведен у дивљину и којег је, још као дечака, крио КГБ. Године 2005, BBC је снимио дводелну ТВ-серију, у којој је главног лика, британског историчара, глумио Данијел Крејг.

## Партнерски градови
Архангелск је побратим или има успостављену сарадњу са следећим градовима:
- Портланд
- Вардо
- Тромсе
- Оулу
- Пиреј
- Кируна
- Јусдал
- Милуз
- Слупск
- Ашдод
- Емден
- / Сухуми
- Џермук

## Галерија
- Поштанска марка СССР поводом 400 година Архангељска
- Споменик Петру Великом
- Зграда Обласног савета